# Arniqueira
| Região Administrativa de Arniqueira            | |
|                                                | |
| \| \| \| \|                                    | |
| Região Administrativa XXXIII                   | |
| Fundação: 30 de setembro de 1999 (25 anos)     | |
| Lei de criação: 6391 de 30 de setembro de 2019 | |
| Mapa de Arniqueira                             | |
| Limites:                                       | Águas Claras (norte), Park Way (leste), Núcleo Bandeirante (sul), Riacho Fundo (sul) e Taguatinga (oeste) |
| Distância de Brasília:                         | 22 km |
| Administrador(a):                              | Telma Rufino                                                                                              |
| Área                                           | |
| - Total                                        | 13,35 km²                                                                                                 |
| População                                      | |
| - Total                                        | 47.045 habitantes '                                                                                       |
| Site governamental                             | www.arniqueira.df.gov.br                                                                                  |
|                                                | |
|                                                | |

Arniqueira  é uma região administrativa do Distrito Federal brasileiro. 

## História
O povoamento da futura região de Arniqueira, teve início nos anos 90, através de um crescimento desordenado do núcleo rural da região, que gradativamente foi-se transformando em núcleo urbano durante os anos 90, que atualmente se encontra em um processo de regularização. O setor foi transformado em núcleo habitacional em 2002, através da Lei Complementar nº 785.
O Areal, outro núcleo urbano da região administrativa, se originou a partir da regularização da antiga invasão Vila Areal, que ocorreu em 1989.  A despeito de regularizado, esse núcleo habitacional apresenta déficit de infraestrutura urbana, como ausência de faculdades e escolas de ensino médio, e existência de único Centro de Saúde que não satisfaz as necessidades da populacional, o que torna o Areal dependente dos serviços de outras regiões, como Águas Claras, Taguatinga e Riacho Fundo.
A região cresceu de forma substancial entre 2000 e 2010, em que a população foi de 18.716 para 43.718. Em 2015 foi projetado que a nova RA teria 46.621 de habitantes em 2020, sendo que logo em 2021 a região atingiu a 47.045.
Arniqueira foi fundada em 30 de setembro de 1999, recebendo a condição de região administrativa, conforme a Lei 6391, de 30 de setembro de 2019. Foi transferido da Administração Regional de Águas Claras parte do acervo patrimonial, quantitativo de servidores, apoio operacional, e o quantitativo de cargos comissionados. Essas transferências tiveram por objetivo mover o quadro de pessoal necessário para a administração satisfatória da nova região administrativa criada pela lei.
É composta pela conurbação dos setores Arniqueira, ADE, Águas Claras e Areal, junto com as QS’s 6, 7, 8, 9 e 10.

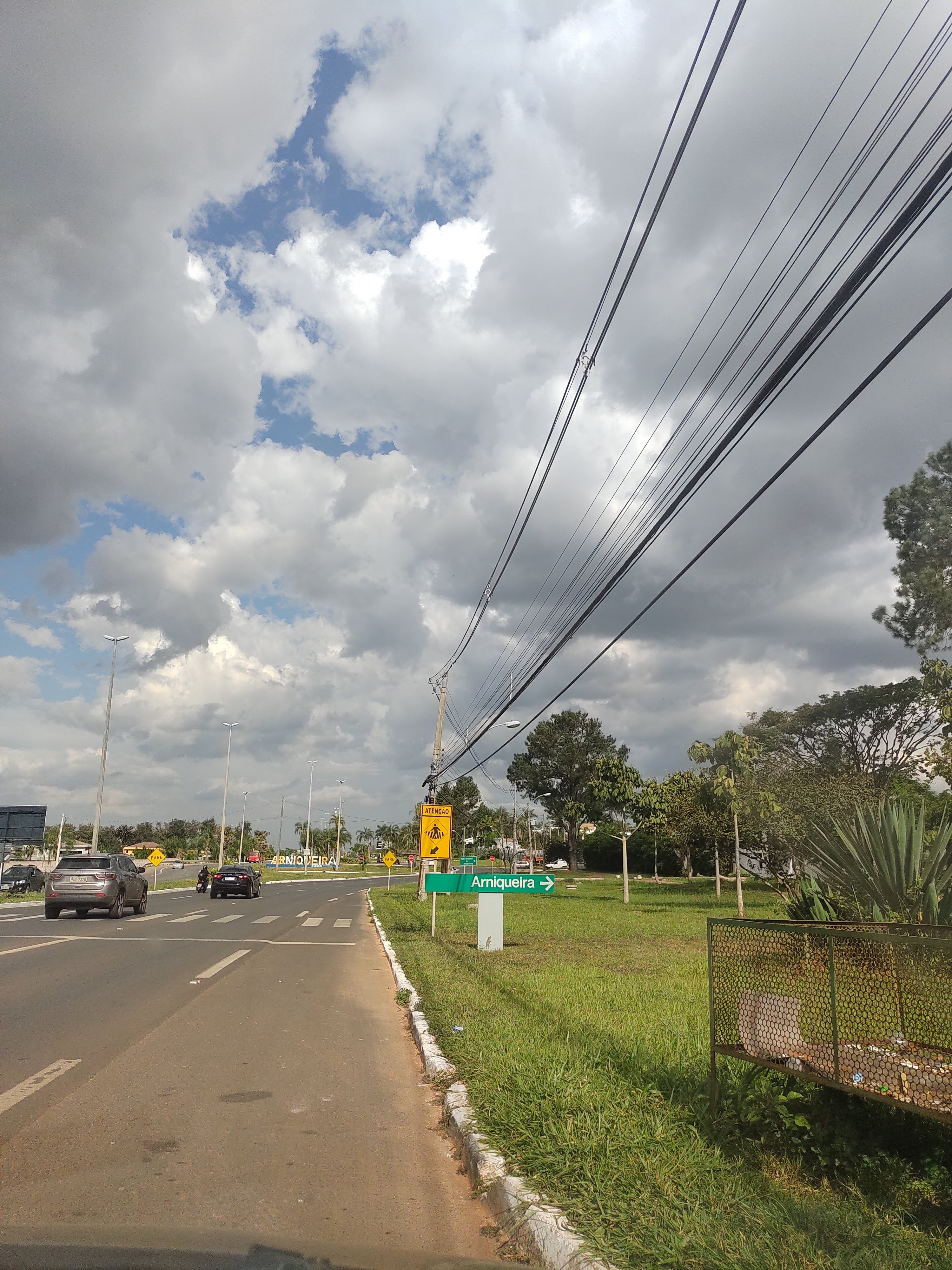
Arniqueira

## Etimologia
Por muitas vezes, tanto na linguagem popular, como na mídia, e em documentos oficiais, o local é chamado de "Arniqueiras" (no plural), nome da colônia agrícola que deu origem ao local, que faz menção a um córrego que banha a região; não obstante, o legislador distrital optou por nomear a região oficialmente de "Arniqueira" (no singular).

## Expansão econômica
Uma das áreas que compreendem a região de Arniqueira é o bairro Areal, que se destaca por uma grande variedade de comércios e serviços prestados à população, nos quais, facilitam o dia a dia dos moradores da região e se destaca como o centro comercial da região Administrativa de Arniqueira.
Outra região é a Área de Desenvolvimento Econômico (ADE) que concentra grandes empresas e indústrias do Distrito Federal.  Entre elas estão: Indústrias Rossi, Café do Sítio, Nasa Veículos, Atacadistas e distribuidores de alimentos, além da diversidade de serviços.
Apesar da expansão econômica, Arniqueira enfrenta diversos problemas até os dias atuais, como irregularidade dos terrenos e ausência de serviços como delegacia e unidade de saúde, além do número insuficiente de vagas escolares no ensino público.
Em 2020, foi feita uma parceria entre a Secretaria de Estado de Desenvolvimento Urbano (Sedur) e a agência de Desenvolvimento do Distrito Federal (Terracap) onde se pretendia regularizar o Setor Habitacional de Arniqueira, através de um registro cartorial dos lotes e investir em infraestrutura na região.
Foi elaborado também em 2020, na Região Administrativa Arniqueira, o Plano de Controle Ambiental, Plano de Recuperação de Áreas Degradadas e Estudos de córregos e afluentes, devido às formações de erosões e danos aos córregos que contornam a região, resultante da ocupação irregular da área, falta de planejamento urbanístico e o parcelamento incorreto do solo de Arniqueira.

## Geografia
A região administrativa de Arniqueira está situada próxima a 6 outras regiões administrativas, Águas Claras, Guará, Núcleo Bandeirante, Riacho Fundo e Taguatinga. A região possui como acessos às rodovias federais  BR-060, situada ao sul da região, DF-001 a oeste, e a DF-079 a leste, sendo estas como acessos diretos. Tem aproximadamente 46 mil moradores e abrange uma área de 1,3 mil hectares, que envolve os bairros Setor Habitacional Arniqueira, Areal Qs 06 a 11, (Qs 07 exceto a área da Universidade Católica) e Área de Desenvolvimento Econômico (ADE).
No Distrito Federal predominam as declividades plana (0% a 3%) e suave-ondulada (3% a 8%), que se estendem na região de Arniqueira. Decorrente desta característica plana do DF, as curvas de níveis não são acentuadas, somente com maior variação nos locais dos cursos d’água.

### Relevo e hidrografia

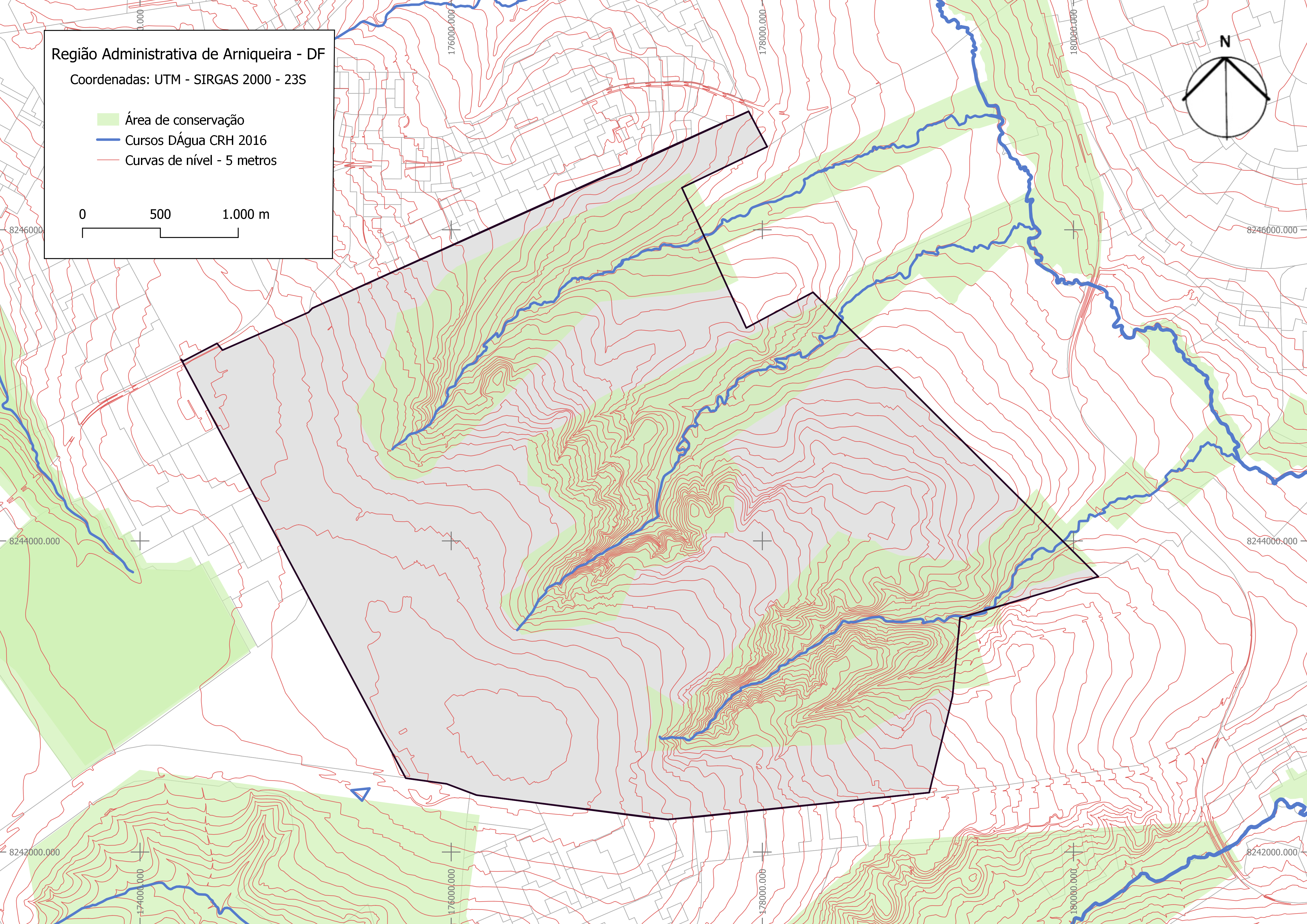
Mapa da região de Arniqueira de relevo e hidrografia

É disposto pela região alguns cursos d’água provenientes do Lago Paranoá, uma vez que estão presentes na Unidade Hidrográfica 13 Riacho Fundo, banhado pelo Rio Paranoá. Na região é presente cursos d’água que se alastram por grande parte do território. Estes cursos d’água são provenientes da Unidade Hidrográfica 13 Riacho Fundo, que está localizada na Bacia do Lago Paranoá. A bacia abrange grande parte da região central do Distrito Federal, e é a única bacia que está totalmente inserida no DF.
No Distrito Federal predominam as declividades plana (0% a 3%) e suave-ondulada (3% a 8%), que se estendem na região de Arniqueira. Decorrente desta característica plana do DF, as curvas de níveis não são acentuadas, somente com maior variação nos locais dos cursos d’água.

### Clima
A RA se encontra na região de clima subtropical úmido com inverno seco (Cwa) e verão quente, em relação a Classificação Climática de Köppen-Geiger. O Cwa determina que o mês mais frio do ano possui uma média acima de 0 °C ou −3 °C, que pelo menos um mês ao ano tem uma temperatura média acima de 22 °C, e que pelo menos quatro meses ao ano apresentam média acima de 10 °C.
A umidade relativa do ar atinge seus maiores índices médios, entre novembro e fevereiro, enquanto os menores índices se dão entre agosto e setembro. A média da umidade do ar anualmente é de 59,5%.
Os maiores índices pluviométricos se destacam nos meses de novembro a janeiro, chegando a 727 mm totais (47% do volume total do ano). Sendo que nos meses mais secos que seriam de junho a agosto, chega apenas a 34 mm pluviométricos (2% do volume total do ano).
| Dados climatológicos para Brasília (Sudoeste)                                                    | Dados climatológicos para Brasília (Sudoeste) | Dados climatológicos para Brasília (Sudoeste) | Dados climatológicos para Brasília (Sudoeste) | Dados climatológicos para Brasília (Sudoeste) | Dados climatológicos para Brasília (Sudoeste) | Dados climatológicos para Brasília (Sudoeste) | Dados climatológicos para Brasília (Sudoeste) | Dados climatológicos para Brasília (Sudoeste) | Dados climatológicos para Brasília (Sudoeste) | Dados climatológicos para Brasília (Sudoeste) | Dados climatológicos para Brasília (Sudoeste) | Dados climatológicos para Brasília (Sudoeste) | Dados climatológicos para Brasília (Sudoeste) |
| Mês                                                                                              | Jan                                           | Fev                                           | Mar                                           | Abr                                           | Mai                                           | Jun                                           | Jul                                           | Ago                                           | Set                                           | Out                                           | Nov                                           | Dez                                           | Ano                                           |
| ------------------------------------------------------------------------------------------------ | --------------------------------------------- | --------------------------------------------- | --------------------------------------------- | --------------------------------------------- | --------------------------------------------- | --------------------------------------------- | --------------------------------------------- | --------------------------------------------- | --------------------------------------------- | --------------------------------------------- | --------------------------------------------- | --------------------------------------------- | --------------------------------------------- |
| Temperatura máxima recorde (°C)                                                                  | 32,6                                          | 32                                            | 32,1                                          | 31,6                                          | 31,6                                          | 31,6                                          | 30,8                                          | 33                                            | 35,8                                          | 36,4                                          | 34,9                                          | 33,7                                          | 36,4                                          |
| Temperatura máxima média (°C)                                                                    | 26,9                                          | 27,2                                          | 27                                            | 26,8                                          | 26                                            | 25,3                                          | 25,6                                          | 27,4                                          | 29,1                                          | 29                                            | 27                                            | 26,8                                          | 27                                            |
| Temperatura média compensada (°C)                                                                | 21,9                                          | 21,9                                          | 21,8                                          | 21,6                                          | 20,3                                          | 19,3                                          | 19,3                                          | 21                                            | 22,8                                          | 23,1                                          | 21,7                                          | 21,7                                          | 21,4                                          |
| Temperatura mínima média (°C)                                                                    | 18,3                                          | 18,2                                          | 18,2                                          | 17,7                                          | 15,6                                          | 14,2                                          | 13,9                                          | 15,3                                          | 17,6                                          | 18,5                                          | 18,1                                          | 18,3                                          | 17                                            |
| Temperatura mínima recorde (°C)                                                                  | 12,2                                          | 11                                            | 14,5                                          | 10,7                                          | 3,2                                           | 3,3                                           | 1,6                                           | 5                                             | 9                                             | 10,2                                          | 11,4                                          | 13,5                                          | 1,6                                           |
| Precipitação (mm)                                                                                | 206                                           | 179,5                                         | 226                                           | 145,2                                         | 26,9                                          | 3,3                                           | 1,5                                           | 16,3                                          | 38,1                                          | 141,8                                         | 253,1                                         | 241,1                                         | 1 478,8                                       |
| Dias com precipitação (≥ 1 mm)                                                                   | 16                                            | 14                                            | 15                                            | 9                                             | 3                                             | 1                                             | 0                                             | 2                                             | 4                                             | 10                                            | 17                                            | 18                                            | 109                                           |
| Umidade relativa compensada (%)                                                                  | 74,7                                          | 74,2                                          | 76,1                                          | 72,2                                          | 65,4                                          | 58,8                                          | 51                                            | 43,5                                          | 46,4                                          | 58,8                                          | 74,5                                          | 76                                            | 64,3                                          |
| Insolação (h)                                                                                    | 159,6                                         | 158,9                                         | 168,7                                         | 200,8                                         | 237,9                                         | 247,6                                         | 268,3                                         | 273,5                                         | 225,7                                         | 191,3                                         | 138,3                                         | 145                                           | 2 415,6                                       |
| Fonte: INMET (normal climatológica de 1991-2020; recordes de temperatura a partir de 21/08/1961) |                                               |                                               |                                               |                                               |                                               |                                               |                                               |                                               |                                               |                                               |                                               |                                               |                                               |

### Parques e biodiversidade

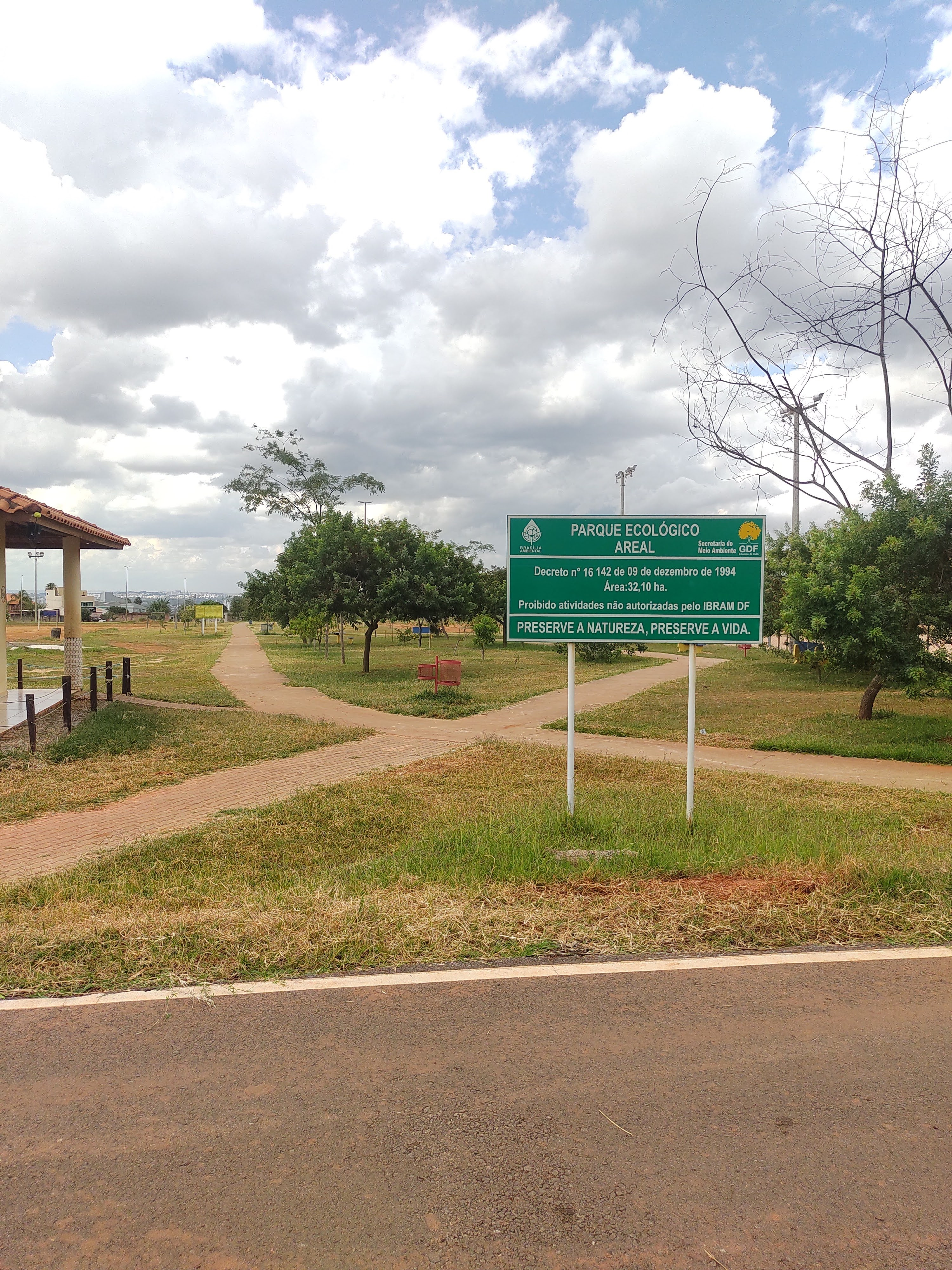
Parque Arniqueira

A Região Administrativa Arniqueira, conta com o Parque Ecológico do Areal administrado pelo Instituto Brasília Ambiental (IBRAM), e possui uma área protegida de 49,74 hectares e perímetro de 7,379 metros aproximados, oficialmente publicados no Diário Oficial do Distrito Federal (DODF).
O Parque se caracteriza como uma Unidade de Conservação (UC) que tem a finalidade de conservar os ecossistemas naturais, e proteger as nascentes do Córrego Vereda da Cruz, assim como recuperar áreas degradadas através da revegetação com espécies nativas, Além de incentivar atividades de lazer da população e educação ambiental, através da visitação, como também atividades de pesquisa e monitoramento ambiental desde que autorizadas pelo gestor da unidade. A administração é realizada pelo Instituto Brasília Ambiental e conta com guarita, pista de caminhada, sede administrativa, ciclovia, Ponto de Encontro Comunitário (PEC) e um campo de futebol com grama sintética.

## Demografia
Em 2021, a população urbana do município foi contada pela Companhia de Planejamento do Distrito Federal (CODEPLAN), através da Pesquisa Distrital por Amostra de Domicílios (PDAD), em 47.045 habitantes. Segundo o PDAD daquele ano, 48,8% dos habitantes eram homens e 51,2% eram mulheres. Da população total naquele ano, 19,5% dos habitantes tinham menos de 15 anos de idade, 75,8% dos habitantes tinham de 15 a 64 anos e 4,7% das pessoas possuíam mais de 65 anos.
Em 2021, a população era composta por 44,7% de brancos, 43,6 de pardos, e 9,1% de negros, não tiveram dados suficientes para determinar os de cores amarelas e indígenas.

### Índice de Desenvolvimento Humano
O Índice de Desenvolvimento Humano Municipal (IDH-M) da região administrativa de Arniqueira é considerado muito alto pelo Programa das Nações Unidas para o Desenvolvimento (PNUD) pelo Censo Brasileiro de 2010, sendo que seu valor é de 0,873 (o 6º maior do Distrito Federal). A cidade possui a maioria dos indicadores próximos à média nacional segundo o PNUD.
Em 2012, a proporção de pessoas com renda domiciliar per capita de 2 a 5 salários mínimos era de 30,4%, e o coeficiente de Gini, que mede a desigualdade social, era de 0,52, sendo que 1,00 é o pior número e 0,00 é o melhor.

### Imigrantes e migrantes
O percentual de pessoas que nasceram no Distrito Federal na região administrativa segundo PDAD 2021, foi de 59%, e 41% nasceram em outra região. Entre os 41% naturais de outras unidades da federação, Minas Gerais era o estado com maior presença, com 19,4% das pessoas, seguido por Maranhão, com 16,4% dos residentes, por Piauí, com 12,2%, por Goiás com 11,8% dos habitantes, e por último Bahía com 9% dos habitantes residentes no município.
Os principais motivos para essas migrações são que 28,9% das pessoas vieram para acompanhar parentes, 24,5% para buscar por moradia, 22% vieram por conta do trabalho e 19,1% para buscar trabalho.

### Segurança pública e criminalidade
Em 2021, no que tange às questões de segurança, 43,1% afirmaram haver policiamento regular nas proximidades do domicílio, em 20,1,5% dos domicílios havia equipamento ou dispositivo de segurança individual e em 23,4% havia esses serviços compartilhados (PDAD 2021).
Em 2021, segundo comparativo mensal de crimes por natureza, ocorreram 194 crimes na Região Administrativa de Arniqueira, o correspondente a aproximadamente 0,70% dos crimes em todo o Distrito Federal no mesmo ano. Entre esses crimes, o balanço criminal aponta os crimes mais frequentes como os roubos a transeuntes, uso e porte de drogas, furtos em veículo e tráfico de drogas.

## Política e administração

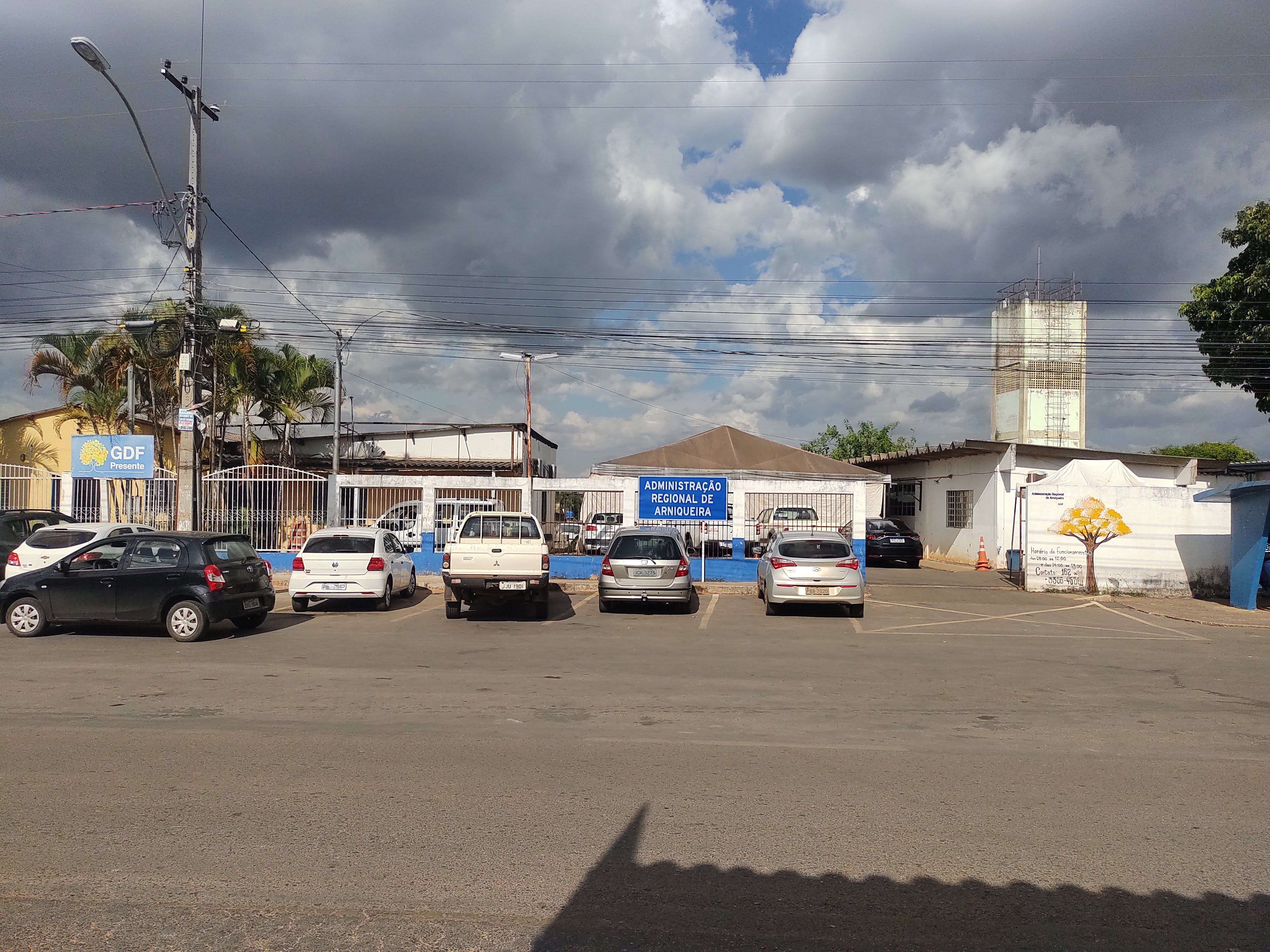
Administração Regional de Arniqueira

A estrutura administrativa de Arniqueira está de acordo com o Decreto nº 40.636, de 20 de abril de 2020.

### Subdivisões
A Região Administrativa de Arniqueira é composta por três áreas: ADE, Areal e Arniqueira.

#### ADE
As principais indústrias e empresas do Distrito Federal estão concentradas na Área de Desenvolvimento Econômico. Entre elas estão: Café do Sítio, Rossi, Nasa Veículos, Atacadistas e distribuidores de alimentos, também conta com grande diversidade de serviços.

#### Areal
A área de educação desse bairro possui: um Centro infantil, duas escolas públicas e uma Escola Técnica. O CAIC (Qs.07) a Escola Classe Vila Areal (Qs.06) O Centro de Educação Infantil (QS 11).  O Areal se destaca por sua variedade de comércios e serviços prestados à população, nos quais, facilitam o dia a dia dos moradores da região. O bairro possui uma creche pública (Creche Irmã Celeste Qs.06). O local também abriga o CRAS para Assistência Social e o Albercon, único albergue público do DF, ambos na QS 09.

#### Setor Habitacional Arniqueira
O Setor Habitacional Arniqueira era uma área rural, ocupada desde o início do Distrito Federal. Aos poucos, a área acabou se transformando em área urbana que se encontra em processo de regularização. O projeto para a regularização do setor, atualmente, está em fase avançada. O projeto de regularização do  Setor Habitacional Arniqueira é composto por 09 trechos (URBs).

## Infraestrutura
Segundo a PDAD 2021 sobre as questões referentes à infraestrutura urbana existente nas proximidades dos domicílios, verificou-se que a rua de acesso principal ao domicílio era asfaltada em 97,8% das unidades, 91,1% afirmaram ter calçada, das quais 96,1% tinham meio fio, sendo avaliadas como “regular”, segundo 44,1% dos respondentes. Para 97,8% dos entrevistados havia iluminação na rua principal de acesso ao domicílio, enquanto 68,8% responderam que havia drenagem da água da chuva (boca de lobo).
Sobre problemas nas proximidades dos domicílios, 13,4% responderam que havia áreas com erosão, 10% responderam que havia áreas com inclinação acentuada (como morros) que poderiam apresentar riscos aos moradores, 13,9% responderam que havia entulho, 9,1% relataram existência de esgotos a céu aberto, 22,7% informaram que as ruas ficavam alagadas em ocasiões de chuva e 30% disseram que ruas próximas eram esburacadas.
Sobre infraestrutura pública nas proximidades dos domicílios, 66,3% responderam que havia ruas arborizadas, 51,4% responderam que havia jardins e parques, 54,6% responderam que existia praça, 29,6% informaram a existência de espaços culturais públicos, 55% informaram existiam academias comunitárias (também conhecidos como PEC – Ponto de Encontro Comunitário) 50,2% relataram a existência de quadras esportivas, 42,8% afirmaram haver ciclovia/ciclofaixa, 54% relataram existir travessia sinalizada para pedestres (como faixas de pedestre, passarela, passagem subterrânea ou semáforo) e 71,3% disseram existir ponto de ônibus.

### Saúde

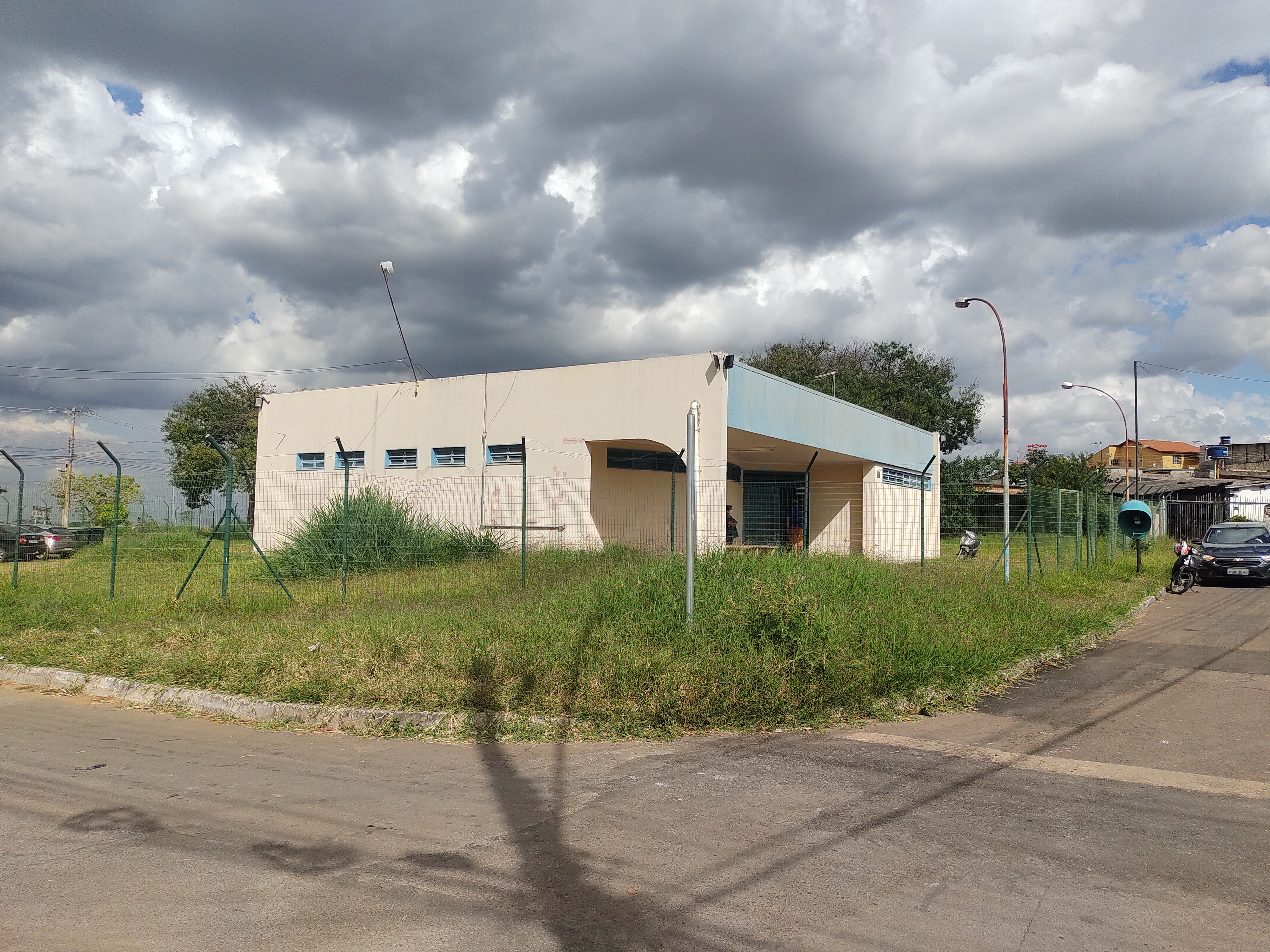
Posto de Saúde Arniqueira

A Saúde Pública na Região conta com a Unidade Básica de Saúde (UBS) 02 e a Clínica da Família, ambas localizadas no Areal, que atende moradores da região.
Em 2020, o governo anunciou a construção de uma Unidade Básica de Saúde (UBS) no núcleo de Areal, que foi projetada, construída e inaugurada no mesmo ano.

### Educação

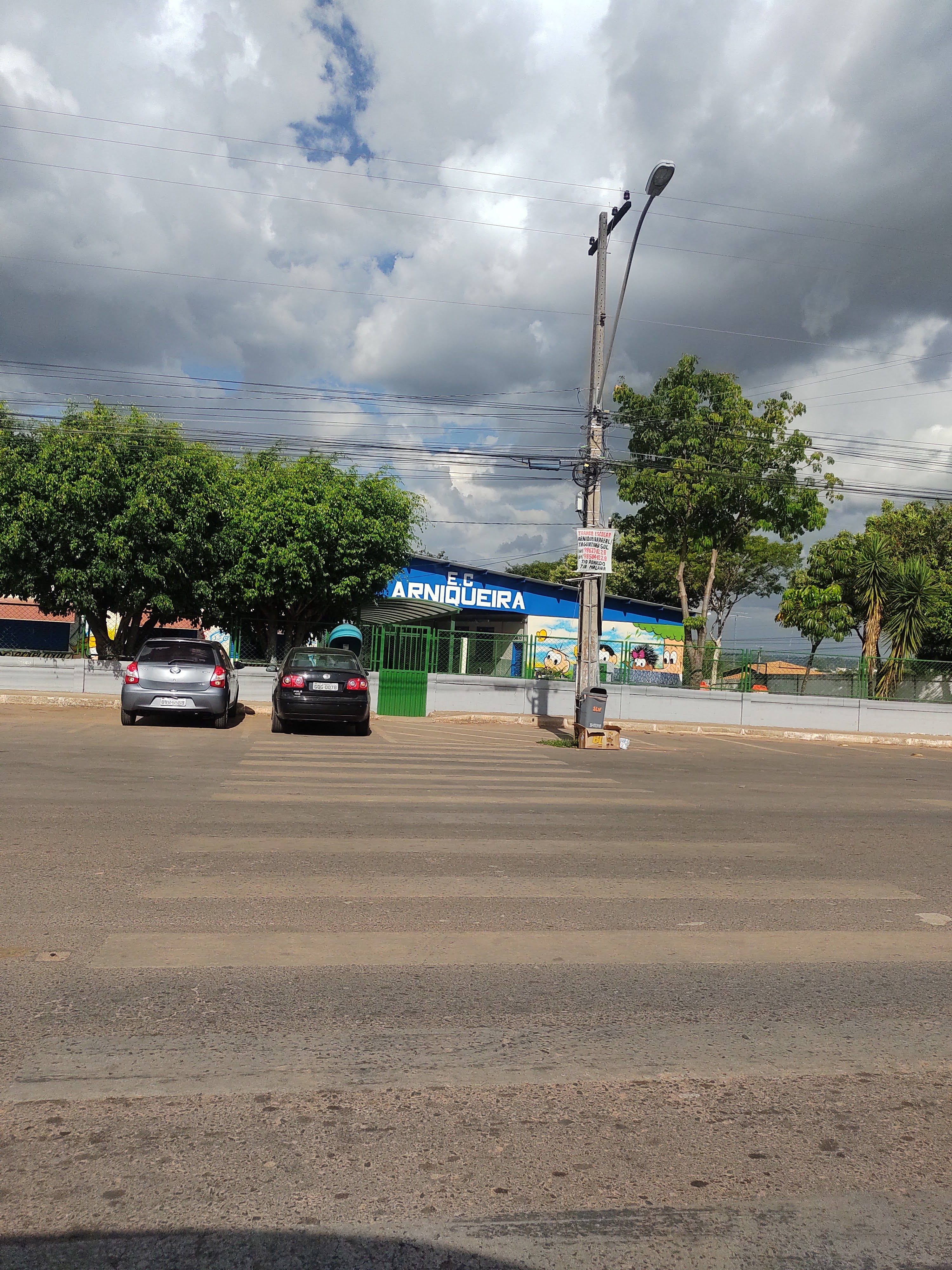
Escola Arniqueira

Arniqueira tem um sistema de ensino primário e secundário, público e privado e escola técnica. Com 2 estabelecimentos de ensino público,1 unidade pré-escolar e 1 escola técnica. Segundo o PDAD 2021 Sobre a escolaridade, 92,9% dos moradores com seis anos ou mais de idade declararam saber ler e escrever Para as pessoas entre 4 e 24 anos, 45,2% reportaram frequentar escola pública. Considerando-se os estudantes de todas as idades, a modalidade predominante era presencial, para 73,4% dos respondentes e o turno predominante era matutino (61,6%).
A Escola Técnica de Brasília, localizada no Areal, é a única Escola Técnica Pública do Distrito Federal, foi criada pela Resolução nº. 5.505 de 21/6/96, do então Conselho Diretor da Fundação Educacional do Distrito Federal.

### Transportes
Em uma pesquisa realizada pela CODEPLAN/GEREPS/PDAD sobre inventário de bens duráveis em 2021 em Arniqueira, é possível observar os tipos de transportes mais utilizados pela comunidade: posse de veículos, 66,0% dos entrevistados declararam possuir automóvel 10,1% informaram ter motocicleta e 35,4% disseram possuir bicicleta.
No que se refere ao deslocamento para o trabalho, , 28,6% responderam utilizar ônibus, 50% informaram utilizar automóvel, 4%  disseram utilizar motocicleta e 15,4% caminhavam até a localidade laboral.